# 690.
690. je deseto desetletje v 7. stoletju med letoma 690 in 699. 